# Dubbelink

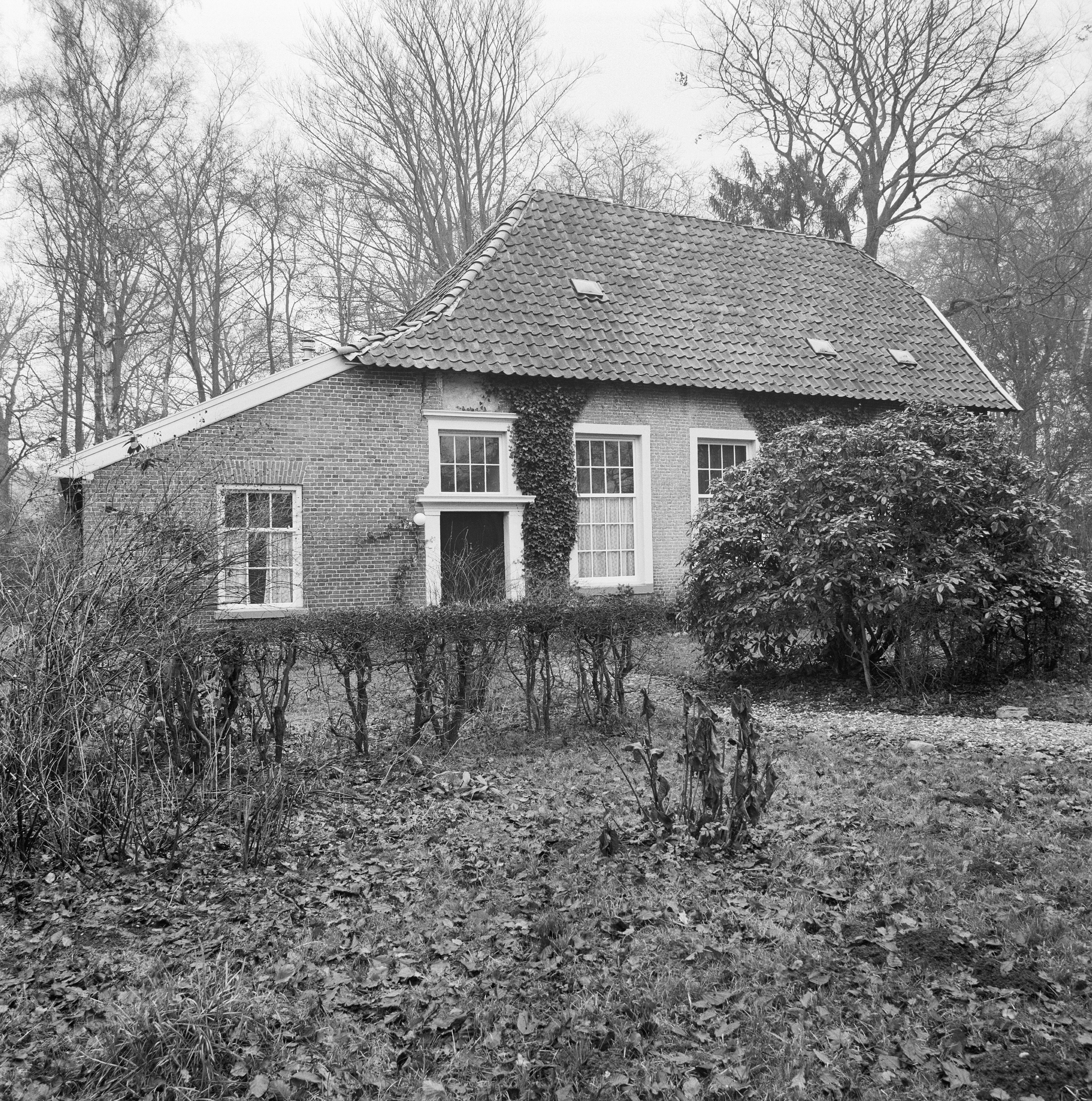
Het Meistershoes staat op de plaats van de voormalige havezate

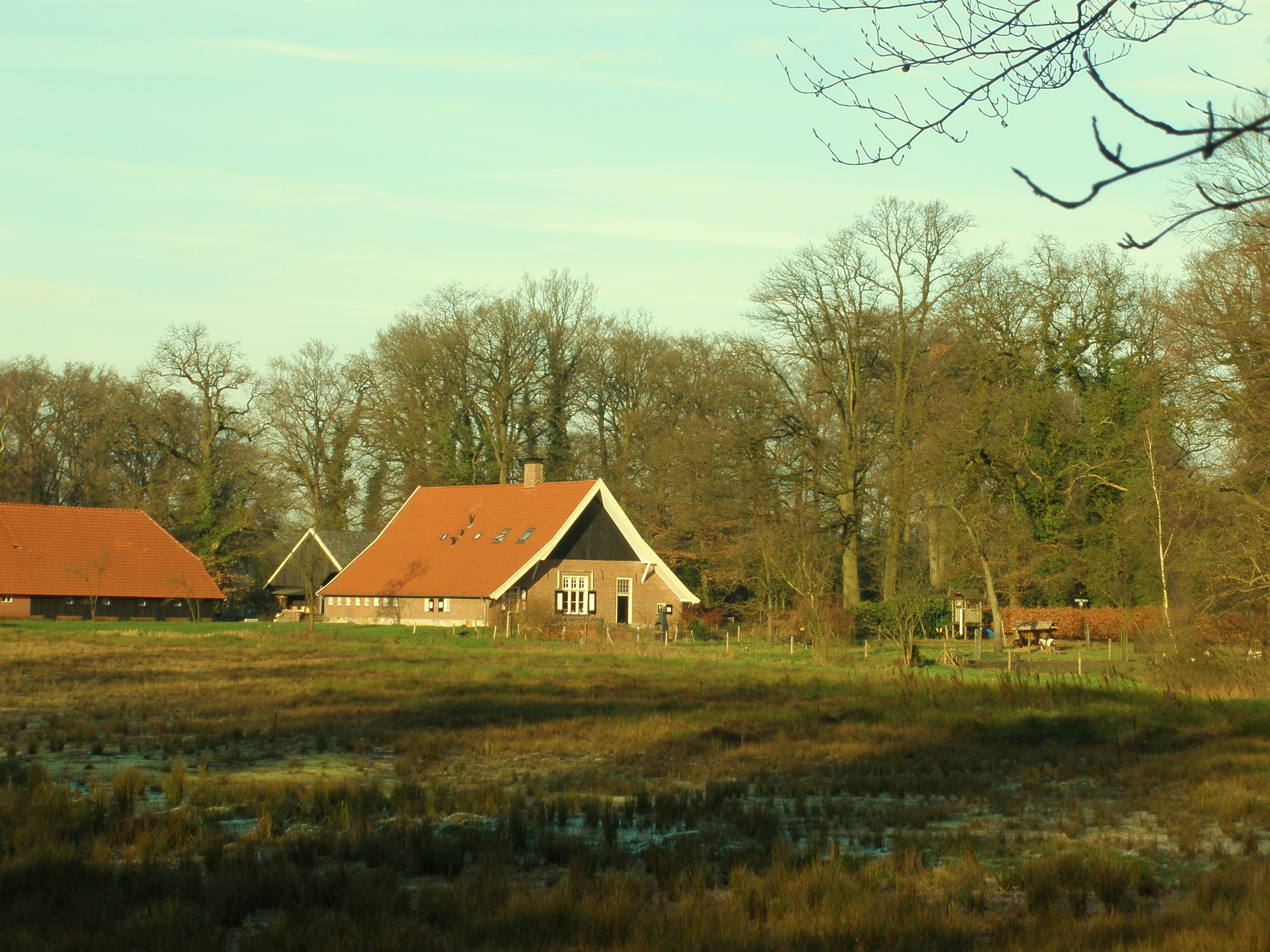
Dubbelinks Havezathe

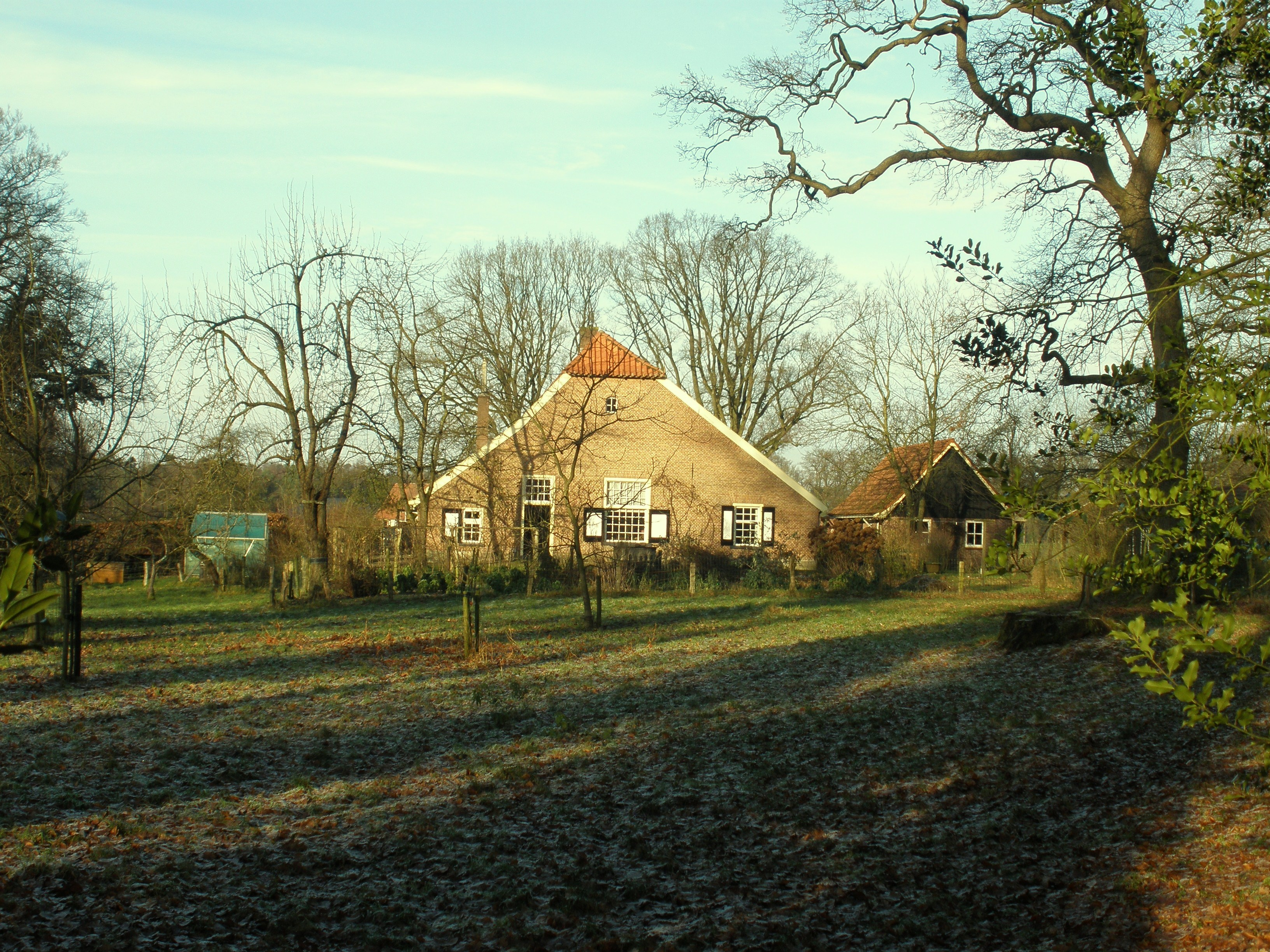
Dubbelinks Erve

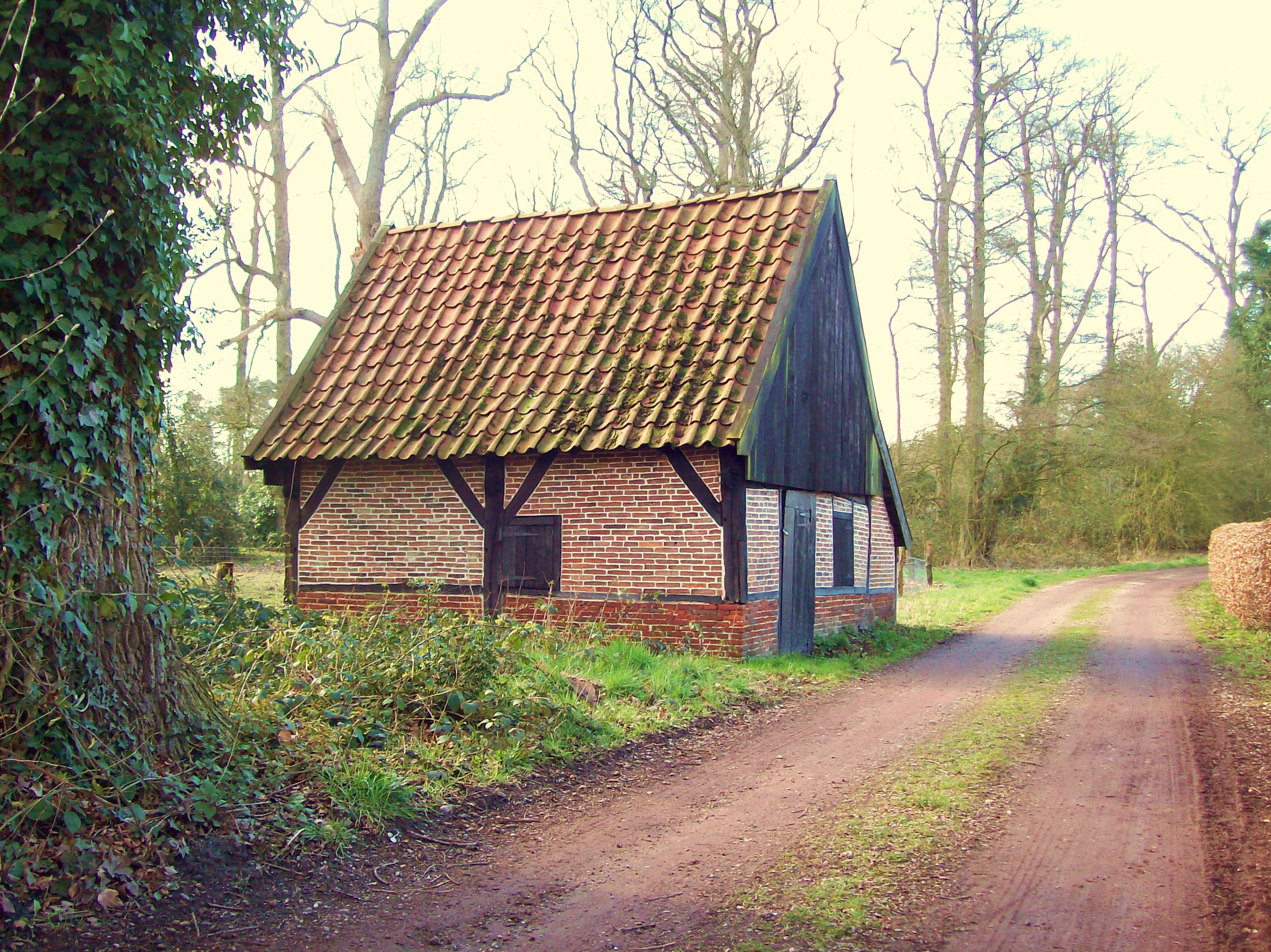
Bakspieker van Dubbelink

Dubbelink was een havezate in het richterambt Delden, gelegen in de buurschap Azelo. Het valt tegenwoordig onder de Nederlandse gemeente Hof van Twente. Het huis Dubbelink zelf is in de 18e eeuw reeds verdwenen, thans resteren nog een aantal boerderijen, het zogenaamde Meestershuis en een bakspieker.
De tienden over Dubbelink worden al genoemd in 1407. Net als verscheidene andere tienden in Azelo waren dit lenen van het Huis Almelo. Dubbelink zelf wordt voor het eerst genoemd in het schattingsregister van 1475 met de aanduiding dienstman.
In 1480 draagt Herman de Reijger Dubbelink in leen op aan de bisschop van Utrecht. Tot dan toe was het een allodiaal goed. De familie De Reijger zou de havezate tot het eind van de zestiende eeuw blijven bewonen. Daarna kwam Dubbelink door het huwelijk van Hendrica de Reijger (-1613) met Johan Rammelman (-1609) in handen van de familie Rammelman. De grafstenen van Johan Rammelman en Hendrica de Reijger liggen in het noorderzijschip van de Oude Kerk (de "Oude Blasius") te Delden.
In 1711 droeg Maria Machteld Rammelman Dubbelink over aan haar neef Philip Hendrik Blankvoort. Na diens overlijden in 1712 erfde zijn broer Johan Melchior (-1721) het. Diens weduwe Johanna Isabella Bernhardina van Munchhausen trouwde vervolgens met Derk Mulert tot Backenhagen. Zij droegen het in 1747 over aan hun broer, resp. zwager, Adolf Wilhelm Unico van Munchhausen om voor hem een plaats in de Ridderschap van Overijssel te verwerven. Omdat de hypotheek die Derk en Johanna Isabella hadden afgesloten niet werd afgelost, liet Hendrik Podt in 1751 Dubbelink echter veilen. De havezate Dubbelink kwam toen in handen van Unico Wilhelm van Wassenaer Obdam en behoort sindsdien tot het landgoed Twickel.
Tot de oorspronkelijke havezaatsgoederen behoren de Azelose erven Dubbelinks Havezathe, Dubbelinks Erve, Pellerij, Grave en Morscate. Van deze erven wordt alleen Pellerij nog geëxploiteerd als boerderij (veeteeltbedrijf). De overige erven en het Meestershuis fungeren als woonhuis (in erfpacht), soms met enig hobby-vee. Op Dubbelinks Havezathe is een bijgebouw verbouwd tot vier vakantiewoningen (zogenaamde "boerderij-lodges"). In het Meestershuis was, behalve de woning van de schoolmeester, vroeger de dorpsschool van Azelo gevestigd. Het Meestershuis bevindt zich op de oude huisplaats van Dubbelinks Havezathe en werd begin negentiende eeuw nog aangeduid als Dubbelinkkamer. Mogelijk vormt de kern van dit gebouw een restant van het bouwhuis van de havezate Dubbelink. Tussen het Meestershuis en Dubbelinks Erve ligt aan de Meijerinkveldkampsweg een oude bakspieker. Dubbelinks Havezathe, het Meestershuis en de bakspieker van Dubbelink zijn aangewezen als Rijksmonument.

## Referentie
1. ↑  E.D. Eijken, Repertorium op de Overstichtse en Overijsselse leenprotocollen
1379-1805, Online versie